# Három császár egyezménye (1873)
A Három császár egyezménye vagy Három császár egyezsége (németül: Dreikaiserabkommen, oroszul: Союз трёх императоров, ejtsd szojuz trjoh imperatorov) egy 1873. október 22-én megkötött konzultatív együttműködési egyezmény volt a három európai császárság, az Orosz Birodalom, az Osztrák–Magyar Monarchia és a Német Birodalom konzervatív uralkodói között. A paktumot Bismarck, a Német Birodalom kancellárja kezdeményezte, azzal a céllal, hogy a porosz–francia háborúban legyőzött Franciaországot külpolitikai elszigeteltségben tartsa, és gátolja annak közeledését Oroszországhoz. A szerződés Bismarck német kancellár 1871–1890 között folytatott többoldalú európai nagyhatalmi szövetségi politikának egyik állomása.
Az 1873-as megállapodást néha három császár szövetségének is nevezik, de ez a kifejezés elsődlegesen az 1881-es háromoldalú katonai szerződésre, a három császár szövetségére (Dreikaiserbund) van fenntartva. Az orosz szakirodalom az 1873-as és az 1881-es szerződéseket a három imperátor „első” és „második” szövetségeként tartja nyilván.

## Előzmények

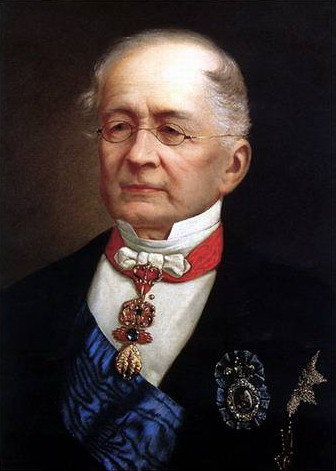
Gorcsakov herceg, külügyminiszter

A hatalmi egyensúly megbomlása és az 1870-71-es porosz–francia háború alkalmat adott Gorcsakov hercegnek, az Orosz Birodalom államkancellárának és külügyminiszterének, hogy felszámolja a krími háborút lezáró 1856-os párizsi béke rendelkezéseit, felmondja a Fekete-tenger partján az erődök építésének és a hadiflotta tartásának tilalmát. Az Orosz Birodalom ilyen irányú igényét az európai nagyhatalmak az 1871-es londoni konferencián megkötött titkos konvencióban elfogadták. Mivel a Poroszország vezetésével létrehozott Német Birodalom az oroszok számára is potenciális fenyegetést jelentett, az uralkodók közvetlen kapcsolataikra építve próbálták megelőzni a konfliktushelyzet kialakulását.
1873. június 6-án I. Ferenc József, Ausztria császára és II. Sándor orosz cár Schönbrunnban kétoldalú katonai megállapodást írtak alá, ez volt a Schönbrunni konvenció. A két uralkodó megegyezését úgy időzítették, hogy az ünnepélyes aláírás az 1873-as bécsi világkiállítás idején történjék. A világkiállításnak az osztrák–magyar kormányzat rendkívüli jelentőséget tulajdonított. A színvonalas eseménysorozatnak azt az üzenetet kellett hordoznia, hogy két vesztes háború (a szárdok és franciák elleni 1859-es és a poroszok elleni 1866-os háborúk) után az átalakult és újjászervezett Osztrák–Magyar Monarchia ismét gazdasági és katonai ereje teljében áll. A Monarchia és Oroszország ilyetén közeledése Bismarck német kancellárt is lépéskényszerbe hozta. Bismarck erőteljesen szorgalmazta a Német Császárság bevonását az együttműködésbe.

## A szerződés aláírása
1873 októberében I. Vilmos német császár Bécsbe érkezett, hivatalosan a Világkiállítás megtekintésének céljával. 1873. október 22-én I. Vilmos, I. Ferenc József és II. Sándor cár a schönbrunni kastélyban ünnepélyesen aláírták a „három császár egyezségét”. A három uralkodó együttműködési megállapodása a néhány hónappal korábban, június 6-án megkötött kétoldalú Schönbrunni Konvención alapult, melyhez I. Vilmos császár harmadik félként csatlakozott.
A három uralkodó baráti megállapodása a háborús konfliktus kockázata esetén előírta a konzultációt, illetve egy negyedik hatalom támadása esetén elvárta a másik két állam semlegességét. A megállapodás nem tartalmazott katonai szövetséget, egyik fél számára sem írta elő a hadba lépést a másik érdekében. A megállapodás, bár nem volt hosszú életű, az Orosz Birodalom számára mégis előnyösnek bizonyult, mert segítette az oroszok távol-keleti ambícióit.

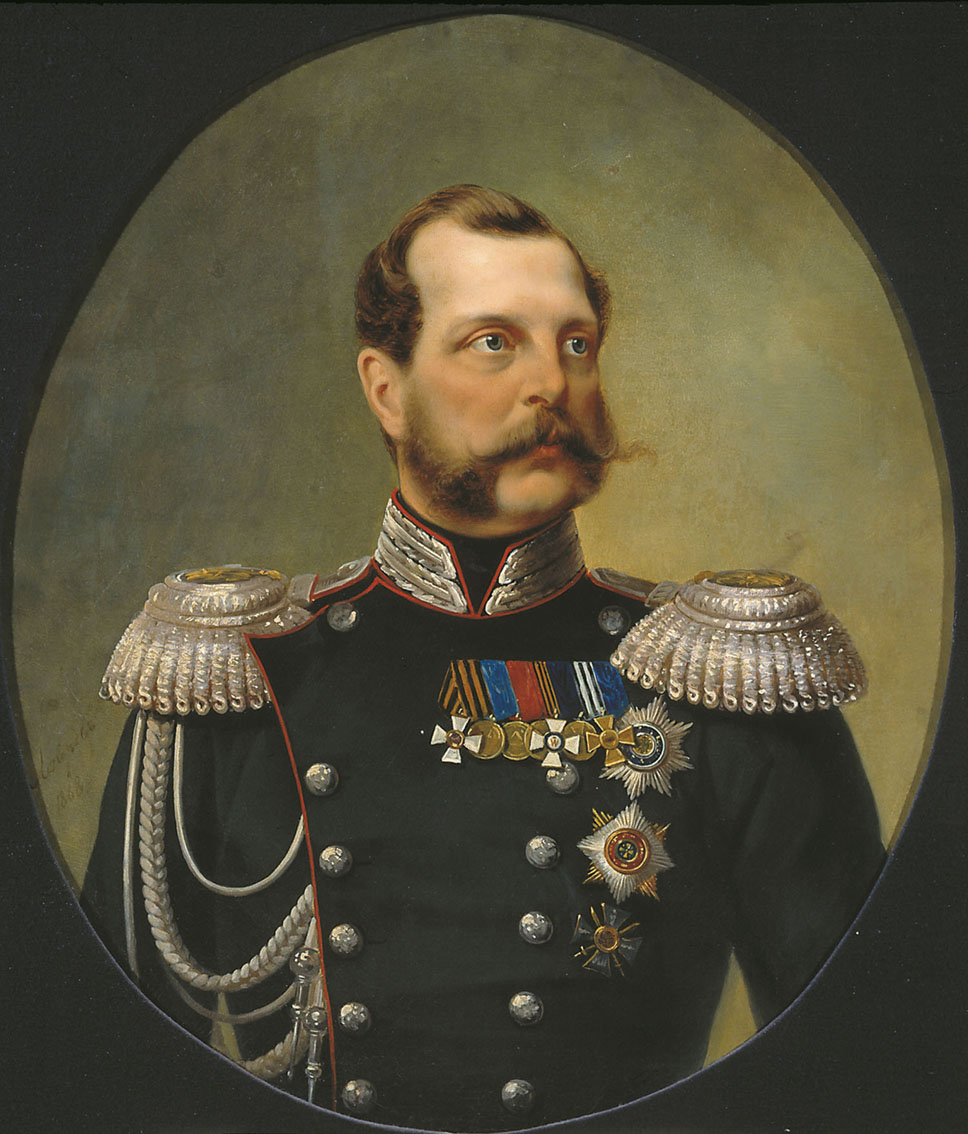
II. Sándor orosz cár
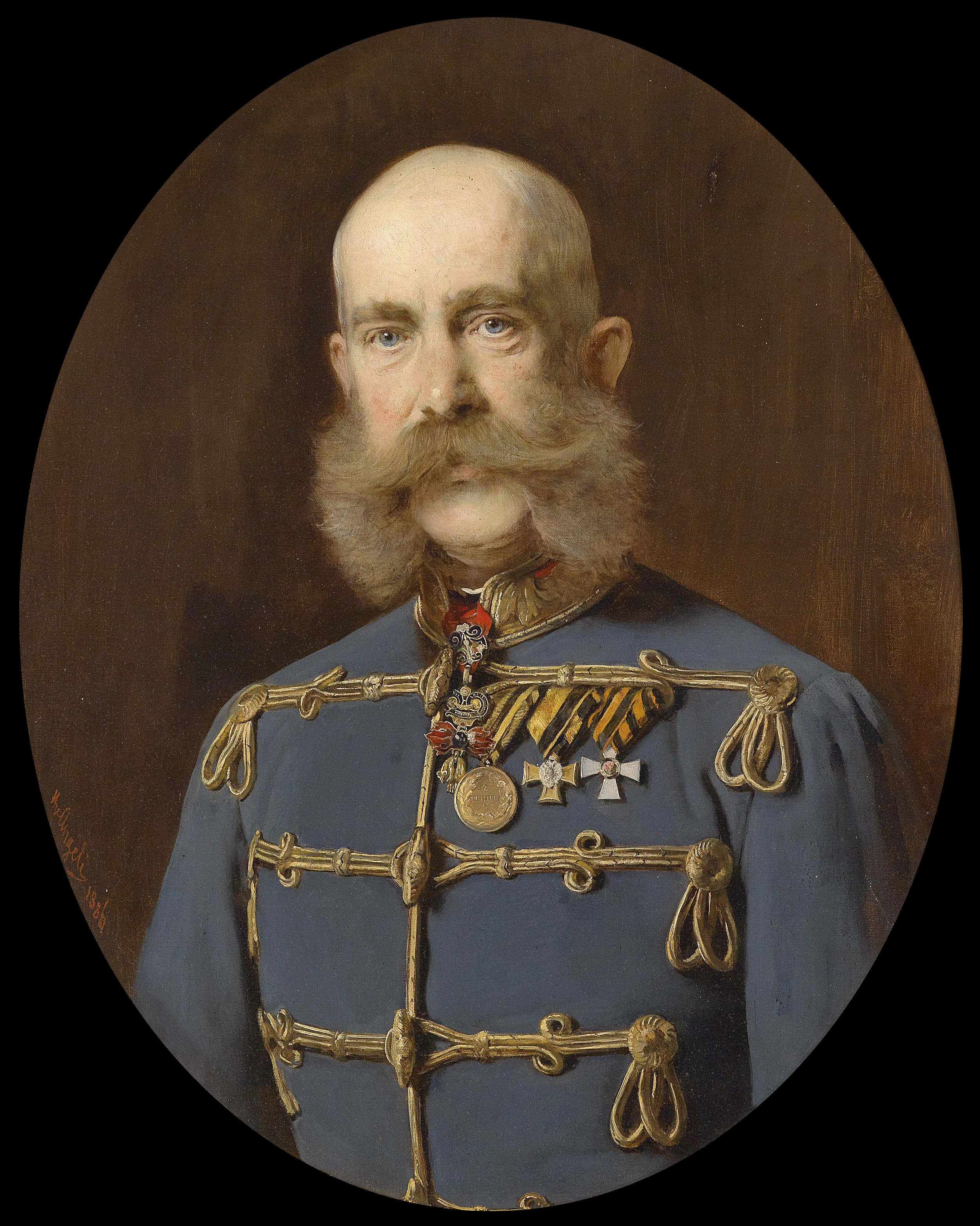
I. Ferenc József
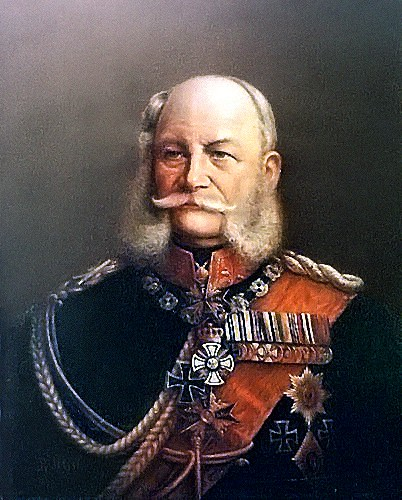
I. Vilmos német császár
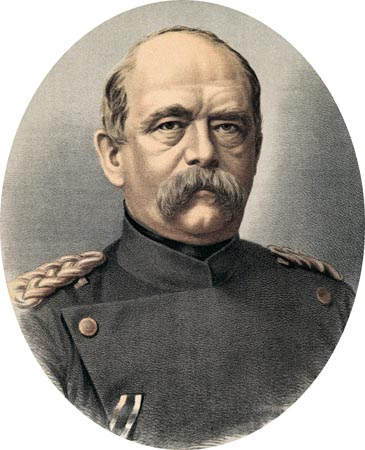
Bismarck német kancellár

## A szerződés tartalma
A szerződés megfogalmazott célja az volt, hogy „a jelenleg Európában fennálló békés helyzetet megszilárdítsa”, és „megóvja, ha kell, erővel is, minden megrázkódtatástól, bármilyen irányból érkezzék is az”. Valójában azonban csak a három konzervatív uralkodó kölcsönös ígéretét tartalmazta arról, hogy „közvetlen és személyes megértés révén” tisztázzák az esetleges félreértéseket és nézeteltéréseket. Nem garantáltak semmit egymás irányában, nem kötöttek katonai szövetségi szerződést, az uralkodók egyezménye mégis a bismarcki nagyhatalmi szövetségi politika egyik alapköve lett.

## Következmények

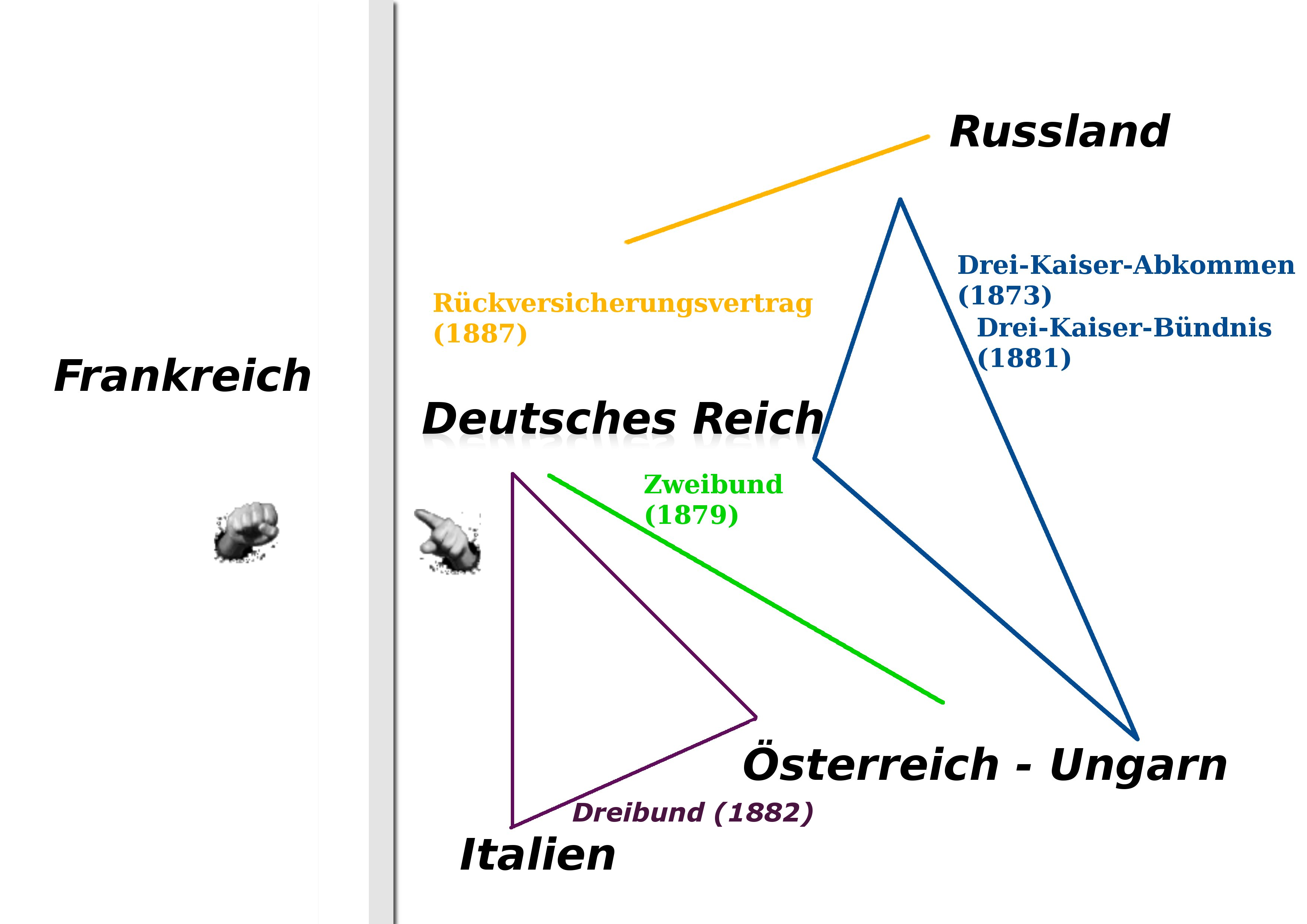
Bismarck nagyhatalmi szövetségi politikájának vázlata

A három oldalú egyezményt Bismarck német kancellár hozta tető alá, elsősorban azért, hogy két szerződő partnerét, Ausztria–Magyarországot és Oroszországot jobban ellenőrzése alatt tarthassa, és megakadályozza Oroszország közeledését a Németországgal ellenséges Franciaországhoz. Ilyen értelemben az egyezmény Bismarck egyértelmű külpolitikai sikerének tekinthető, mert elérte egyik legfontosabb célját, Franciaország politikai elszigetelésének fenntartását, amiért nem kellett túl nagy diplomáciai árat fizetnie. A három császár egyezsége nem volt katonai szövetség, csupán az „uralkodói akaratok jóindulatú kinyilvánítása, a konzervatív szolidaritás meggyőződéses kifejezése”.
Az 1876–78-as balkáni krízis idején Bismarck ezen külpolitikai törekvése kudarcot vallott. Oroszország támogatta az Oszmán Birodalom európai területén kitört nemzeti felkeléseket, és 1877-ben meg is támadta az Oszmán Birodalmat (Orosz–török háború (1877–78)). Az Osztrák–Magyar Monarchia ezt úgy fogta fel, hogy az orosz lépések saját nagyhatalmi politikai érdekeit sértik. Még Nagy-Britannia is Oroszország ellen fordult, a berlini kongresszus visszafogta a meglódult orosz expanziót. A háromoldalú uralkodói megállapodás felbomlott, a Monarchia válaszlépésként megszállta Boszniát. 1879-ben a Német Birodalom és az Osztrák–Magyar Monarchia kormányfői megkötötték a kettős szövetséget, amely már katonai védelmi szövetség volt, az Orosz Birodalom ellen.

## További információ
- Ormos Mária – Majoros István: Európa a nemzetközi küzdőtéren. Felemelkedés és hanyatlás, 1814–1945. Osiris kiadó, Budapest, 1998.( 163-165. old.)
- Font Márta – Krausz Tamás – Niederhauser Emil – Szvák Gyula: Oroszország története, Budapest, 1997, Maecenas. (367-368. old.)
- E. Bourgeois – G. Pagès: Les origines et les responsabilités de la Grande Guerre, Paris, Hachette, 1921.
- Klaus Hildebrand: Das vergangene Reich: Deutsche Außenpolitik von Bismarck bis Hitler 1871-1945, Studienausgabe, Oldenbourg, 2008. ISBN 348658605X, ISBN 9783486586053